# 文京区立第八中学校
文京区立第八中学校（ぶんきょうくりつ だいはちちゅうがっこう）は、東京都文京区千駄木にある公立中学校。略称は八中。

## 概要
文京区千駄木2丁目にある中学校で、文京区立汐見小学校に隣接している。汐見小学校とは1947年の開校時から1951年まで同校の校舎を間借りしていた。
当校がある千駄木2丁目に加え、千駄木1丁目と5丁目、向丘2丁目、弥生1丁目と2丁目、根津1丁目と2丁目を学区としている。2023年度の生徒数は156人で、区内の区立中学校では3番目に少ない。
校章は1947年5月に当時教師を務めていた中島宏が考案し、男女共学と略称である「八中」を八重桜で図案化したものである。校歌は1950年に制定され、校歌制定委員会が作詞し、芥川也寸志が作曲した。

## 沿革
- 1947年（昭和22年）
  - 4月1日 - 学校教育法施行に伴い、駒込千駄木町232番地の区立汐見小学校を間借りして開校[3][4]。
  - 5月1日 - 開校式を挙行[3]。
- 1949年（昭和24年）4月29日 - PTAを発足[3]。
- 1950年（昭和25年）3月5日 - 校歌制定発表会を挙行[3]。
- 1951年（昭和26年）3月31日 - 駒込林町153番地（現在の区立文林中学校所在地）に木造2階建ての新校舎を落成し、生徒の一部を収容[3][5]。
- 1953年（昭和28年）
  - 1月15日 - 校舎を8教室分増築し、生徒の一部を収容[5]。
  - 3月6日 - 校旗樹立式を挙行し、校旗を制定[3]。
- 1954年（昭和29年）3月31日 - 校舎を2教室分増築[5]。
- 1957年（昭和32年）5月11日 - 校舎を増築[3]。
- 1960年（昭和35年）4月2日 - 現在地に新校舎を落成し、移転[3]。
- 1961年（昭和36年）3月20日 - 増築校舎と体育館を落成[3]。
- 1966年（昭和41年）1月24日 - 調理室を設置[3]。
- 1978年（昭和53年）4月1日 - 訪問学級を開設[3]。
- 1990年（平成2年）9月22日 - 体育館・プール・特別教室落成式を挙行[3]。
- 1999年（平成11年）3月11日 - さわやか相談室を開設[3]。
- 2015年（平成27年）10月 - 校庭と体育館を改修[3]。
- 2020年（令和2年）4月1日 - 特別支援学級を開設[3]。

## 教育目標
「人権尊重の精神を基盤に、自他の生命を大切にして自他をいつくしみ、人間性豊かな社会の形成者として、思いやりの心や社会生活の基本的ルールを身につけ、21世紀の国際社会において貢献できる生徒像を次のように掲げ、その育成に努める」として以下の3つを掲げている。
- 明るくたくましい生徒
- 心豊かで思いやりのある生徒
- 自ら判断し、意欲的な生徒

出典：

## 生徒会
生徒会は10月の選挙で役員を決めている。新学期には生徒会誌「八汐」を発行している。

## 部活動
複数の部を掛け持ちすることが可能である。

### 運動部
- 野球部 - 2004年には都大会出場を果たすが現在は文京区立文林中学校との合同チームである。
- ソフトテニス部
- バスケットボール部
- 女子バレーボール部
- ソフトテニス部
- 卓球部
- ダンス部 - 地域のイベントにも参加している。

### 文化部
- 吹奏楽部 - 2023年には東京都中学生吹奏楽コンクールで銅賞を受賞した[9]。
- イラスト部
- 科学部

出典：

## 施設概要
主な施設を掲載。
- 校舎（4,284 m2[2]） - 鉄筋コンクリート造4階建て[11]
  - ICTルーム（(工事中)都内中学校初）
  - 体育館（860 m2[2](校舎と一体)）
- プール（275 m2[2]） - 体育館の上に設けている
- 校庭

## 学区
- 文京区
  - 千駄木1丁目
  - 千駄木2丁目（うち29・32・34・35番は一部）
  - 千駄木5丁目（1番の全域と2番の一部）
  - 向丘2丁目（21・22・31-34番の全域と14・20・23番の一部）
  - 弥生1丁目
  - 弥生2丁目
  - 根津1丁目
  - 根津2丁目

出典：

## 進学前小学校
- 文京区立汐見小学校（文京区千駄木）[6][12]
- 文京区立根津小学校（文京区根津）[6][12]

このほか、学校選択制度を活用すれば区内すべての区立小学校から進学することが可能である。

## アクセス

### 鉄道
- 千代田線 - 千駄木駅から徒歩で3分

### バス
- 都営バスの「団子坂下」バス停および「千駄木一丁目」バス停から徒歩で3分
- Bーぐる - 千駄木（団子坂下）バス停から徒歩で3分

## 周辺
- 文京区立汐見小学校
- 文京区立森鷗外記念館
- 文京区立本郷図書館
- 日本医科大学付属病院

## 出身者
- 茂木駿佑 - サッカー選手
- 吉本ばなな - 小説家